# Ed, Edd n Eddy: The Mis-Edventures
Ed, Edd n Eddy: The Mis-Edventures est un jeu vidéo de plates-formes développé par Artificial Mind and Movement et édité par Midway Games, sorti en 2005 sur Windows, GameCube, PlayStation 2, Xbox et Game Boy Advance.

## Accueil
- IGN : 5/10[1]